# SSE Business Lab
SSE Business Lab är en icke-vinstdrivande inkubator för nyligen grundade företag vid Handelshögskolan i Stockholm. Inkubatorns tjänster erbjuds till studenter, alumner, forskare och anställda vid högskolan.
Inkubatorn grundades 2001 efter donationer från bland annat Familjen Erling-Perssons stiftelse. Sedan dess har SSE Business Lab genererat över 100 bolag som tillsammans skapat fler än 2000 nya arbetstillfällen och mer än tre miljarder i samlad omsättning. Det mest kända företaget är Klarna AB, som utformar betalningslösningar för handel på Internet.
De har antagning fyra gånger per år. De företag som antas får sex månaders gratis kontorslokal samt grundläggande infrastruktur i form av affärscoachning och rådgivning inom bland annat marknadsföring, försäljning, affärsjuridik och skatterätt.

## Antagnings- och rådgivningskommittén
Företagen som söker bedöms av en extern antagnings- och rådgivningskommitté.
| Position   | Namn                    | Företag/utbildningsinstitution |
| ---------- | ----------------------- | ------------------------------ |
| Ordförande | Sebastian Siemiatkowski | Klarna AB                      |
| Ledamöter  | Sebastian Knutsson      | King Digital Entertainment     |
|            | Katarina Martinson      | Fidelio Capital                |
|            | Mikael Schiller         | Acne Studios                   |
|            | Cristina Stenbeck       | Investment AB Kinnevik         |
|            | Lars Strannegård        | Handelshögskolan i Stockholm   |